# Khorramshahr
Khorramshahr (farsi خرمشهر) è il capoluogo dello shahrestān di Khorramshahr, circoscrizione Centrale, nella provincia del Khūzestān. Fino al 1924 si chiamava Mohammerah. Aveva, nel 2006, una popolazione di 123.866 abitanti.

## Geografia
È una città portuale e si trova sulla sponda sinistra (orientale) del fiume Arvand (Shatt al-'Arab, in arabo), alla confluenza con il Karun, 10 km a nord di Abadan.

## Storia
Khorramshahr è stata un punto fondamentale della guerra tra Iran e Iraq(1980-1988),inizialmente è stata conquistata dalle truppe Irachene senza una dichiarazione di guerra, successivamente è stata riconquistata dai soldati Iraniani, i quali hanno rappresentato l’iniziale liberazione dalla momentanea occupazione dell'Iraq ed una svolta anche a livello popolare.